# Myzostoma clarki
Myzostoma clarki is een ringworm uit de familie Myzostomatidae.
Myzostoma clarki werd in 1906 voor het eerst wetenschappelijk beschreven door McClendon.